# Yucca whipplei subsp. percursa
Yucca whipplei subsp. percursa (englischer Trivialname: „San Rafael Mountains Yucca“) ist eine Unterart der Pflanzenart Yucca whipplei in der Familie der Spargelgewächse (Asparagaceae).

## Beschreibung
Yucca whipplei subsp. percursa formt Gruppen durch Rhizomausbildung mit lockeren Rosetten. Die flexiblen, fein gezahnten, grünen Laubblätter sind 20 bis 40 cm lang und 1 bis 2 cm breit.
Der traubenförmige Blütenstand wird 1,5 bis 3 Meter hoch. Die glockenförmigen, cremefarbenen Blüten sind 1 bis 3 cm lang und im Durchmesser. Die Blütezeit reicht von April bis Juni. Sie sind selten in den Sammlungen in Europa.

## Verbreitung
Yucca whipplei subsp. percursa ist im US-Bundesstaat Kalifornien in Höhenlagen bis 600 m verbreitet.

## Systematik
Die Beschreibung durch Adelbert Lee Haines unter dem Namen Yucca whipplei subsp. percursa ist 1941 veröffentlicht worden.
Ein Synonym ist Yucca whipplei var. percursa J.M.Webber (1953).